# Kristen metal
Kristen metal/christian metal er en af de nyere musikgenrer inden for metal. Musikken spilles af bands som Tourniquet, Mortification og Demon Hunter. Kristen metal er en form for heavy metal-musik med kristne tekster og temaer. Mange fans af heavy metal-musik mener ikke, at kristen metal er en rigtig genre under heavy metal, da heavy metal oprindelig var ment til at skulle indeholde kontroversielle temaer og tekster. Mange anser derfor udtrykket kristen metal som en oxymoron, på trods af at bandenes musik lyder ligesom almindelig heavy metal.
- Wikimedia Commons har flere filer relateret til Kristen metal